# Классический этап
В археологических культурах Северной Америки классическим этапом являются теоретические североамериканские и мезоамериканские общества, существовавшие между 500 и 1200 годами нашей эры. Эта стадия является четвёртой из пяти стадий, изложенных в книге Гордона Уилли и Филипа Филлипса 1958 года «Метод и теория в американской археологии».
Предполагается, что культуры классической стадии обладают ремесленной специализацией и зачатками металлургии. Предполагается, что социальная организация включает в себя зачатки урбанизма и крупные церемониальные центры. Идеологически классические культуры должны были иметь развитую теократию.
«Классическая стадия» изначально была определена как ограниченная сложными обществами Мезоамерики и Перу. Тем не менее, период времени включает в себя другие развитые культуры, такие как Хоупвелл, Теотиуакан и ранние майя.
«Классическая стадия» последовала за стадией Формирования (доклассической) и была заменена стадией постклассической. Существуют альтернативные системы классификации, и этот рейтинг будет перекрывать то, что другие классифицируют как период Вудленда и культуры Миссисипи.
1. Литическая стадия
2. Архаическая стадия
3. Стадия становления
4. Классический этап
5. Постклассический этап

## Использованная литература
1. ↑  Willey, Gordon R. Ошибка: не задан параметр |заглавие= в шаблоне {{публикация}}. — ISBN 0-500-05051-1.
2. ↑  Gordon R. Willey and Philip Phillips (1957). Method and Theory in American Archaeology. University of Chicago Press. ISBN 978-0-226-89888-9.
3. ↑  Method and Theory in American Archaeology. Gordon Willey and Philip Phillips. University of Chicago (1958). Архивировано из оригинала 28 июня 2012 года.